# Alozaina

Localisation de la municipalité de Alozaina

Alozaina est une commune de la province de Malaga dans la communauté autonome d'Andalousie en Espagne.

## Géographie
Alozaina est située entre Tolox, Yunquera et Casarabonela, dans le Parc naturel de la Sierra de las Nieves et la province de Malaga.

## Histoire
Probablement d'origine romaine, la localité, est imprégnée de l'histoire arabe présente dans toute l'Andalousie jusqu'au XVIe siècle, ce qui explique sa situation de défense et sa construction sur un piton rocheux. Son majestueux château se dresse entouré de murailles et d'une porte protégée.
En 1570, pendant l'absence des hommes de la ville qui travaillaient la terre aux champs, les moriscos, convertis de force au catholicisme à la suite des édits de conversion de 1502, se soulevèrent. La ville fut défendue courageusement par les femmes restées seules, en particulier María Sagredo, qui repoussa, selon la légende, les maures depuis le haut des murailles en leur jetant des essaims d'abeilles, les faisant fuir. Elle devint alors l'héroïne du village et passa à la postérité grâce à Felipe II d'Espagne qui frappa les escudos de l'emblème de la ville.

## Culture
- Église Sainte-Anne : Iglesia de Santa Ana.
- Importants restes archéologiques datant du IXe siècle.
- Arc de la ville, de style maure, servant de porte d'entrée d'Alozaina.
- Restes des fortifications du château du XVe siècle.
- Lavoir de María Sagredo

### Fêtes religieuses
- Mois de juillet : Fête patronale - Procession de Santiago et de Sainte-Anne.
- Jeudi saint : Procession de la vierge de l'espérance. (Virgen de la Esperanza).
- Février : Carnaval (Harineo).
- 1er dimanche de mai : Romeria de Jorox.
- 12 septembre : Fête des olives.